# Kazuhide Motooka
Kazuhide Motooka (jap. 元岡 一英, Motooka Kazuhide; * um 1950) ist ein japanischer Jazzmusiker (Piano, Komposition).

## Leben
Kazuhide Motooka arbeitete ab den 1970er Jahren in der japanischen Jazzszene u. a. im Quintett von Shigeharu Mukai, mit dem auch 1974 erste Aufnahmen entstanden (For My Liitle Bird, Nippon Columbia). In den folgenden Jahren spielte er auch mit Hiroshi Hatsuyama, Tomoki Takahashi und Chiko Honda. Unter eigenem Namen legte er 1984 das Soloalbum Dosanko Walk (Aketa’s Disk) vor, auf dem er neben Eigenkompositionen auch Jazzstandards wie Blue Monk, Take the “A” Train und Well You Needn’t interpretierte. Ab den 1990er Jahren spielte er mit Hideo Oyama und begleitete die Sängerinnen Michiko Suzuki (Sweet & Bitter, 2003, u. a. mit Frank Wess) und Yukari Matsuoka (Song Travels, 2012, mit Yutaka Yoshida, Kazuaki Yokoyama). Im Bereich des Jazz listet ihn Tom Lord zwischen 1974 und 2012 bei 17 Aufnahmesessions.

## Diskografische Hinweise
- I’ll Remember April, mit Shinji Matsumoto
- Tokyo Dusk (Aketa, 2012), mit Satoshi Kosugi, Fumio Watanabe